# Mary Roach
Mary Roach, född 20 mars 1959 i Hanover i New Hampshire, är en amerikansk journalist och författare som är specialiserad på populärvetenskap och kulturella studier. Hennes böcker, däribland Stiff (2003), Spook (2005) och Packing for Mars (2010) har alla blivit storsäljare och kritikerrosade. Bland annat har hon berömts för att blanda humor med expertkunskaper. I samband med boken Bonk (2008) blev hon ombedd att tala på konferensen TED.

## Biografi
Roach föddes 1959 i Hanover, New Hampshire. Hon gick på Hanover High School. Hon tog en kandidatexamen i psykologi 1981 vid Wesleyan University.
Efter examen flyttade hon till San Francisco, Kalifornien och arbetade en period som frilansande redigerare. Hon arbetade som kolumnist och även inom PR-branschen. Hennes karriär som författare började medan hon arbetade deltid vid San Francisco Zoological Society, genom att producera pressmeddelanden om ämnen såsom kirurgi på elefanters vårtor. Samtidigt skrev hon frilansartiklar för San Francisco Chronicle's Sunday Magazine. När hennes redaktörer flyttade vidare till mer prestigefyllda tidningar, tog de henne med sig.
Hon började skriva artiklar åt bland andra The New York Times, New Scientist, Vogue, GQ, National Geographic, Discover Magazine, Wired och Outside Magazine. Hon har fortfarande (2013) en månatlig spalt i Readers Digest (“My Planet”) and Sports Illustrated for Women (“The Slightly Wider World of Sports”). Hon har också skrivit artiklar för Salon.com och Inc.com. Roach recenserar böcker för The New York Times och var gästredaktör för 2011 års upplaga av Best American Science and Nature Writing. 
Mellan 1996 och 2005 var Roach en del av "the Grotto", ett San Francisco-baserat projekt och community med författare och filmskapare. Det var där Roach skulle få den push hon behövde för att komma in i bokbranschen.
| ”                                                               | Några av oss [i The Grotto] brukade göra förutsägelser om andra personer, var de skulle befinna sig om ett år. Någon gjorde en förutsägelse att 'Mary kommer att ha ett kontrakt på en bok.' Jag glömde av det och när oktober kom tänkte jag att jag har tre månader på mig att få ihop ett förslag till en bok och skaffa ett kontrakt. Det är bokstavligen det som pressade mig. | „ |
| – Mary Roach i en intervju med Alex C. Telander vid BookBanter. | |   |

Roach har ett kontor i centrala Oakland och bor i Glenview-delen av Oakland med sin make Ed Rachles, som är illustratör och grafisk designer. Roach har två styvdöttrar.
Trots att Roach har sagt sig inte ha mycket fritid mellan författandet av sina böcker, är ett av hennes intressen att resa. Hon har bland annat gjort många resor under förarbetet inför sina böcker och artiklar, och har varit på alla sju kontinenter två gånger. Roach har varit i Antarktis, bland annat som en del National Science Foundations polprogram och för Discover Magazines räkning tillsammans med meteoritjägaren Ralph Harvey.
I februari 2009 föreläste hon på konferensen TED, under titeln "10 things you didn't know about orgasm", i kölvattnet av boken Bonk. Hennes presentation har i februari 2023 setts fler än 20 miljoner gånger.
2012 blev hon ombedd att vara med i American Heritage Dictionarys användningspanel.

### Författarskap
Fastän Mary Roach framför allt skriver om vetenskap, var det inte hennes ursprungliga plan. Anledningen till att hon ändå valde ämnet vetenskap var att det var de uppdragen som hon fick som hon tyckte var mest intressanta.
Hennes första bok Stiff (2003) kretsar kring lik: från stölder av lik för anatomiundervisning till hur förruttnelseprocessen går till, användningen av lik i vetenskapliga studier eller som krockdockor samt nya begravningsmetoder. Den blev en bästsäljare (som högst plats 10 på New York Times Bestseller-lista). Den fick också bra kritik: Barnes & Noble "Discover Great New Writers", en av Entertainment Weeklys Best Books of 2003, Amazon.com Editor's Choice award 2003, etc. Boken har översatts till 17 språk, inklusive ungerska, litauiska och svenska (då under namnet Kroppens sällsamma liv efter döden: likets kulturhistoria).
Efter Stiff skrev hon ännu en bok om döden, Spook (2005). Den kretsar kring vetenskaplig forskning av ämnen såsom reinkarnation, spiritism och påstådda medier, kommunikation med döda, spöken och utomkroppsliga upplevelser. Även den blev en bästsäljare och fick bra kritik. Den kom på New York Times lista över Notable Books 2005, liksom New York Times Bestseller-lista. 
2008 kom hennes tredje bok, Bonk, vars tema är forskning om den mänskliga sexualiteten, och bland annat täcker sexmaskiner, Kinseys sexundersökningar, samt den kvinnliga orgasmen. I boken beskriver Roach hur hon och hennes make Ed genomför samlag medan forskaren Dr Jing Deng vid University College London Medical School filmar i den nya tekniken 4D-ultraljud. Roach och hennes make var de första deltagarna i denna studie. När Roach blev tillfrågad hur hon lyckades övertala sin make, sade hon: "Han är galet stödjande. Det var mycket svårare för honom, det var ingenting för mig. Jag var bara en mottagare. Jag tog bara anteckningar." Boken blev hennes tredje bästsäljare (New York Times Top 10 Bestseller, San Francisco Chronicle nr 1 bestseller) och fick även bra kritik (New York Times Book Review Editor's Choice, Publishers Weekly 2008 Staff Pick, med flera)
I en intervju som gjordes 2010 kommenterade Roach sitt val av ämnen så här:
| ”            | Mina böcker handlar allihop om människokroppen, Spook är något av ett undantag eftersom den handlar mer om själen än om kroppen av kött och blod, men de flesta av mina böcker handlar om människokroppen i ovanliga omständigheter. | „ |
| – Mary Roach | |   |

När hon blev tillfrågad av Peter Sagal på National Public Radio samma år om hur hon väljer sina ämnen, svarade hon, "Tja, först måste det vara lite vetenskapligt, det måste vara lite historia, lite humor – och någonting äckligt." 

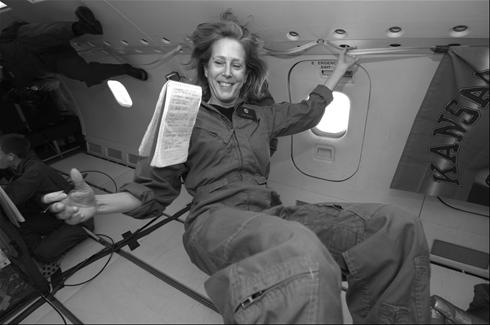
Mary Roach i tyngdlöst tillstånd på en parabolisk flygning medan hon gör research inför Packing For Mars.

Hennes fjärde bok, Packing for Mars (2010), handlar om vetenskapliga studier i anknytning till bemannade resor till Mars: hur människokroppen hanterar tyngdlöshet (inklusive sex i rymden), psykologiska effekter av att vara ute i rymden, astronaut-träning och djur i rymden. Boken nådde sjätteplatsen på New York Times Best Seller list. Det var ett ämne som hon har varit intresserad av länge. Roach är ledamot i Mars Institutes Advisory Board. 
2013 kom boken Gulp, som handlar om människans matsmältningssystem: smak, spottets betydelse, magsyra, etc. Boken har liksom de andra fått bra kritik.
Samma år kom också samlingsvolymen My Planet: Finding Humor in the Oddest Places, där flera av hennes tidigare spalter finns samlade.

## Utmärkelser
1995 blev Roachs artikel "How to Win at Germ Warfare" finalist i National Magazine Award. I artikeln intervjuar Roach mikrobiologen Chuck Gerba vid University of Arizona som beskriver en vetenskaplig studie där bakterier och virus sprids i luften när man spolar en toalett: "När man spolar sprayas så många som 28 000 viruspartikar och 660 000 bakterier från toalettstolen."
Hennes artikel om jordbävningssäkra hus, tillverkade av bambu, "The Bamboo Solution", fick 1996 the American Engineering Societies' Engineering Journalism Award i kategorin allmäntidskrifter.. Artikeln handlar om Jules Janssen, civilingenjör som hävdar att bambu är "starkare än trä, tegel och cement... En kort, rak bambupelare med en platt yta upptill på 10 kvadratcentimeter kan bära en 5-tonselefant."
Roachs spalt "My Planet" (i Reader's Digest) tog andrapris i humorkategorin på 2005 National Press Club awards.
2012 fick Roach ta emot Harvard Secular Societys Rushdie Award för hennes utomordentliga livsgärning i den kulturella humanismen.

## Stil

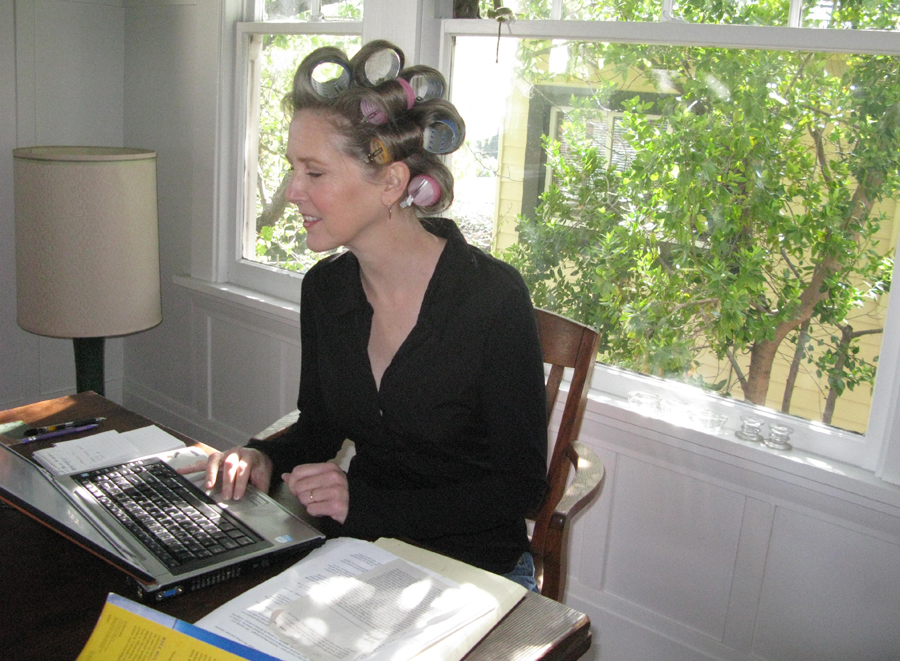
Mary Roach, fotograferad av sin make, 2009

Roach har ingen forskarexamen, men hon har exempelvis i en intervju med Adam Savage berättat hur hon jobbar: hon försöker ta komplexa sammanhang och göra dem förståeliga för en genomsnittlig läsare genom att berätta om sitt researcharbete, från hur hon först hör talas om ämnet till hur hon lär känna dem som forskar i ämnet. People magazine beskriver hennes ton som "vardaglig" ('conversational') och fylld av galghumor. Hon beskrivs av Library Journal som noggrann, men fylld av humor.
Hon har beskrivit sig själv som skeptiker, till exempel i boken Spook:
| ”            | Vilka fel vetenskapen än har, är det fortfarande den mest solida gud jag har. Så jag har beslutat mig för att vända mig till den för att se vad den har att säga om livet efter döden. För jag vet vad religionen säger och det förvirrar mig. Den ger inget entydigt, sammanhängande, vetenskapligt vettigt eller bevisbart scenario... Vetenskap verkar vara ett bättre alternativ. | „ |
| – Mary Roach | |   |

Hon menar att det är viktigt att skriva om vetenskap:
| ”            | Tro inget annat, bra vetenskapsböcker är en medicin. Det är ett botemedel mot okunskap och myter. Bra vetenskapsböcker skalar bort blindheten, skapar förundran, och får upp handflatan till pannan: 'Åh! Nu fattar jag!' | „ |
| – Mary Roach | |   |

Hon påbörjar många av sina böcker genom en sökning i den medicinska databasen PubMed Där hittar hon svaren på praktiska och tekniska frågor som en läsare kan tänkas ha, såsom hur en astronaut går på toaletten.

### Artiklar
- 1997-2001: Salon[30]
- 2000-2001: Inc. Magazine[31]
- 2010: Boing Boing[32]
- 2001-2012: Outside Magazine[33]

### Media

#### Video
- Colbert Report (2005)[34]
- Authors@Google (2008)[35]
- Los Angeles Public Library (2008)[36]
- TED Talks (2009)[37]
- The Daily Show (2010)[38]
- Commonwealth Club of California (2010)[39]
- San Francisco Public Library (2011)[40]
- The Daily Show (2013)[41]
- W.W. Norton & Company (2013)[42]
- C-SPAN:s In Depth (2013)[43]

#### Audio
- All Things Considered (2003)[44]
- Skepticality (2010)[45]
- The Morning News (2011)[46]
- Star Talk Radio (2011)[47]
- QUITit (2012)[48]
- NPR Fresh Air (2013)[49]
- Big Picture Science (2013)[50]
- Big Think[51]